# Southwest Jackson (Dakota del Sur)
Southwest Jackson es un territorio no organizado ubicado en el condado de Jackson en el estado estadounidense de Dakota del Sur.

## Geografía
Southwest Jackson se encuentra ubicado en las coordenadas 43°33′56″N 101°49′15″O / 43.56556, -101.82083. Según la Oficina del Censo de los Estados Unidos, Southwest Jackson tiene una superficie total de 1772.75 km², de la cual 1770.05 km² corresponden a tierra firme y (0.15%) 2.69 km² es agua.

## Demografía
Según el censo de 2010, había 1626 personas residiendo en Southwest Jackson. La densidad de población era de 0,92 hab./km². De los 1626 habitantes, Southwest Jackson estaba compuesto por el 10.21% blancos, el 0.06% eran afroamericanos, el 84.93% eran amerindios, el 0.12% eran de otras razas y el 4.67% pertenecían a dos o más razas. Del total de la población el 2.21% eran hispanos o latinos de cualquier raza.
El censo de 2020 mostró que la población descendió a 1587 habitantes, on una edad media de 27,3 años. El ingreso medio del hogar es de US$24,209 y el 52,8% de la población se encuentra bajo el umbral de pobreza. De los habitantes, 152 son blancos, 1336 amerindios, 5 asiáticos, 6 afroamericanos, 38 hispanos o latinos, 1 isleño del Pacífico, 152 blancos no hispanos o latinos y 87 de dos o más razas.